# 久留米市立宮ノ陣中学校
久留米市立宮ノ陣中学校（くるめしりつみやのじんちゅうがっこう）は、福岡県久留米市にある公立中学校。

## 沿革
- 1947年（昭和22年）4月1日 - 宮ノ陣村立宮ノ陣中学校として設立
- 1958年（昭和33年）9月1日 - 宮ノ陣村の久留米市合併に伴い久留米市立宮ノ陣中学校と改称
- 1985年（昭和60年）4月1日 - 小学校と併設されていた旧校舎から、独立敷地へ移転。

## 校訓
- 自主・友愛・真理

## 部活(平成30年度）
- 野球部
- 陸上部
- バレー部（男子）
- バレー部（女子）
- 卓球部
- サッカー部
- テニス部（女子）
- 水泳部
- 吹奏楽部
- 家庭科部

## 所在地
- 〒839-0802
- 福岡県久留米市宮ノ陣町五郎丸1551-1

## 周辺
- 光寿苑（老人ホーム）
- 学校前駅
- 五万騎塚
- 久留米市立宮ノ陣小学校
- プリティーエンゼル（喫茶店）

## 著名な出身者
- 吉丸夏菜枝（バレーボール選手）
- 西村弥菜美（バレーボール選手）
- 佐倉俠史朗（プロ野球選手）※育成選手